# Kim Sangok
Kim Sangok est un héros de la résistance coréenne à l'occupation japonaise.
Il est né en 1890 et mort en 1923.
Après les manifestations du 1er mars 1919, il fait plusieurs tentatives d'assassinat contre des Japonais, qui occupent son pays. Recherché par la police, il s'exile à Shanghaï, où se rassemblent les patriotes coréens. Il rentre ensuite clandestinement et dépose une bombe au commissariat de Jongno à Séoul. Il tue ensuite dix Japonais dans des combats de rue puis se réfugie chez un ami avant d'être encerclé. Il se suicide alors.
Une statue a été élevée en son honneur dans l'université nationale de Séoul.